# Société d'intelligence économique
Pour les articles homonymes, voir SIE.
Une société d'intelligence économique (SIE) est une société de conseil spécialisée dans l'intelligence économique. Elle offre des services aux entreprises et peut réaliser des missions d'analyse concurrentielle, de veille technologique, ou encore de renseignement. Elles peuvent être spécialisées dans l'analyse économique comme juridique.

## Concept
Les sociétés d'intelligence économique peuvent agir à la fois comme des cabinets de conseil et des services de renseignement privés. Ils travaillent dans le domaine de l'analyse économique et juridique. Ils conseillent les entreprises sur les risques qu'elles encourent, sur l'utilisation stratégique de ses ressources, ou, encore, sur les perspectives économiques qui lui sont offertes. Ces sociétés peuvent agir sur le territoire national comme international. 
Les cabinets s'appuient à la fois sur un corpus de pratiques liées à l'intelligence économique, et sur des analystes disposant de connaissances pointues dans les domaines spécifiques qui intéressent l'entreprise cliente.

## Exemples
La France dispose d'un réseau d'entreprises spécialisées en intelligence économique, parmi lesquelles l'ADIT (dont sa filiale GEOS), GALLICE, Altum & Co, ou Amarante, Consors Intelligence.
Si les SIE ont longtemps été des acteurs importants de l'analyse économique en Occident, elles commencent à se développer au Moyen-Orient dans les années 2000.